# Фосфид димарганца
Фосфид димарганца — неорганическое соединение металла марганца и фосфора с формулой Mn2P,
тёмно-серые кристаллы,
нерастворимые в воде.

## Получение
- Спекание порошкообразного марганца и красного фосфора:

{\displaystyle {\mathsf {2Mn+P\ {\xrightarrow {T}}\ Mn_{2}P}}}

## Физические свойства
Фосфид димарганца образует тёмно-серые кристаллы
тригональной сингонии,
пространственная группа P 321,
параметры ячейки a = 0,6070 нм, c = 0,3451 нм, Z = 3.
Не растворяется в воде.